# 大城山城
大城山城（：／）大城山城位於朝鮮平壤市中心區東北部的「大城洞」，高句麗時期的山城，蘇文峰南側斜坡看到青苔覆蓋的山城址。 
大城山城是連結大城山6座山峰：乙枝峰（高：270米）、朱雀峰、蘇文峰、將帥峰、北將臺、國師峰的橢圓形石築山城，城周7,000多米，城牆總長9,000多米，曾是一座各種防禦設施齊全的山城。 它是公元3世紀中葉開始修築的重要軍事設施。公元427年高句麗遷都平壤后，就成了保衛首都的山城。
它的南門，高19.5米，築臺和柱石都用打磨好的方形花崗岩砌築。築臺和柱石上面築有城堞。門樓正面5間（17.15米）、側面2間（6.3米）是兩層建築。築臺後左右兩側設有臺階。粗大的鼓肚柱給人以安全感。內側四根柱子兼作二樓的柱子。內部是統天棚，令人覺得開闊爽快。廡殿式屋頂增添了莊重的建築美，在屋脊兩端和一樓飛檐上部有鴟吻裝飾。門樓內外都施了華麗的丹青。丹青花紋主要是藤紋、雲紋、火焰紋等，還畫有手持刀、槍、盾的步兵和披上鎧甲的騎馬武士雄赳赳行進的場景、騎馬的獵人邊跑邊獵虎、鹿等動物的雄姿。
觀光客可搭乘平壤地鐵的革新線之樂園車站，直達大城山城，鄰近的觀光熱點，還有朝鮮中央動物園、朝鮮中央植物園、安鶴宮及廣法寺的遺址等，亦與著名購物天堂樂園百貨商店為鄰。